# Clubiona picturata
Clubiona picturata là một loài nhện trong họ Clubionidae. Loài này được phát hiện ở Bali.